# 李世臣 (嘉靖乙丑進士)
李世臣（1530年—？），字汝賢，號巽陽，直隸常州府武進縣官籍，鳳陽府定遠縣人，明朝政治人物。

## 生平
嘉靖三十一年（1552年）壬子科應天鄉試第三十三名舉人，四十四年（1565年）中式乙丑科會試第一百六十九名，三甲第九名進士。戶部觀政，授行人司行人，隆慶二年（1568年）五月選廣東道監察御史，十月升湖廣按察司僉事，三年（1569年）九月謫鄧州判官。

## 家族
曾祖李宗美；祖父李立，義官；父李耀。母趙氏。弟李世長、李世南、李世科、李世選。